# Stefan Wierzbicki

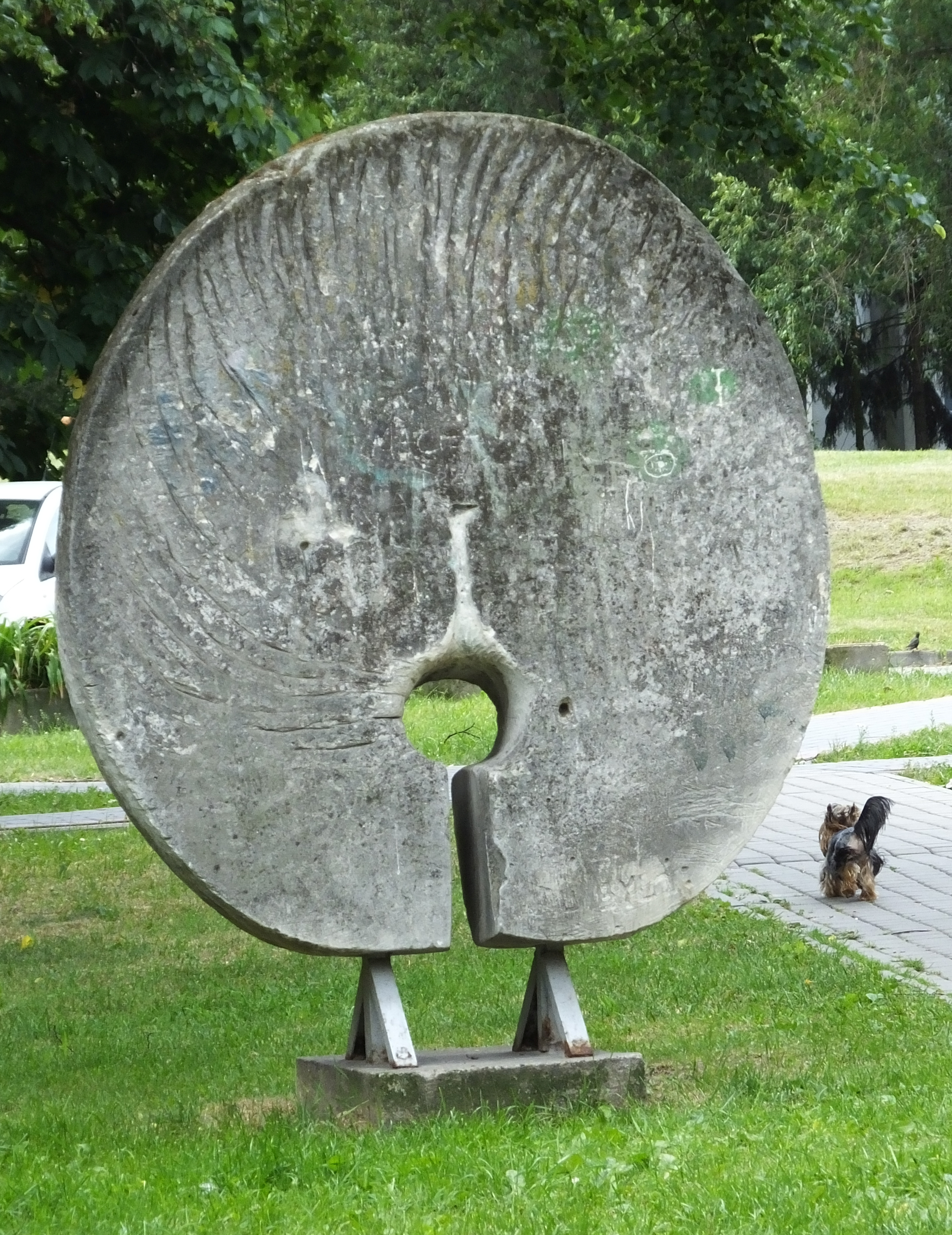
Rzeźba plenerowa "Paw" na warszawskim Ursynowie. Autorstwo: Stefan Wierzbicki.

Stefan Wierzbicki (ur. w 1938 w Wilnie) – polski rzeźbiarz i rysownik.
Edukację artystyczną rozpoczął w średniej Szkole Sztuk Pięknych w Kownie, po ukończeniu której przez rok studiował rzeźbiarstwo na Akademii Sztuk Pięknych w Wilnie, po czym przeniósł się do Warszawy, gdzie został absolwentem rzeźby z 1964 tamtejszej Akademii Sztuk Pięknych u Franciszka Strynkiewicza. 
Zajmuje się rzeźbą i rysunkiem artystycznym. Swoje dzieła eksponował na wystawach zbiorczych i indywidualnych w Polsce (m.in. w Zachęcie, Centrum Rzeźby Polskiej w Orońsku, Zamku Królewskim w Warszawie), we Włoszech (w Mediolanie, Bolonii) i Jugosławii.
Rzeźby S. Wierzbickiego znajdują się w kolekcjach m.in. Muzeum Łazienki Królewskie w Warszawie ("Finale"), Muzeum F. Chopina w Warszawie (Popiersie F. Chopina).

## Wybrane wystawy indywidualne
- 1975, wystawa rzeźby w Palazzo Re Enzo, Bolonia, Włochy[8]
- 1979, w Zachęcie[9]

## Nagrody
- 1975 - II miejsce za rysunek w konkursie "Lombardzka jesień" w Mediolanie[10]
- 1976 - nagroda za rzeźbę w konkursie "Lombardzka wiosna" w Mediolanie[11]
- 1977 - nagroda za rzeźbę w konkursie "Mondo Arte" w Mediolanie[12]
- 1977 - nagroda za rzeźbę w konkursie "Lombardia Arte" w Mediolanie[13]
- złoty medal od Rady Ochrony Pomników Walki i Pamięci za realizację w Lipsku pomnika ku czci Polaków poległych w latach 1939 - 1945[14]